# ولونوس
ولونوس (لاتین:Balerus یا Belenus) یا ولن، پادشاه کادوسیان در زمان سلطنت شاپور اول بود.

## زندگی‌نامه
پس از اینکه والریان اول امپراتور روم به دلیل خیانت در نبرد ادسا به اسارت ساسانیان درآمد، ولن پادشاه کادوسی در نامه خود به شاه شاپور اول ساسانی نوشت: «با شادی نیروهای کمکی خود را که سالم و سلامت به عقب فرستادید پذیرفتم. اما من خیلی به شما تبریک نمی‌گویم که والرین، فرمانروای حاکمان را اسیر کردید. اگه برگردوندی بیشتر بهت تبریک میگم به هر حال، رومی‌ها زمانی که شکست می‌خورند بسیار مهیب هستند. همان‌طور که شایسته یک مرد عاقل است رفتار کنید و نگذارید ثروتی که قبلاً بسیاری را فریب داده است شما را برافروخته کند. والرین یک پسر به نام امپراتور و یک نوه به نام سزار دارد. و در مورد کل جهان روم که علیه شما قیام می‌کند چه بگویم؟ پس والرین را برگردانید و با رومیان صلح کنید که از نظر قبایل پونتیک برای ما مفید خواهد بود.»